# Charles-Marie Jurien
Charles-Marie, vicomte Jurien (Paris, 24 mars 1763 - Fontainebleau, 16 août 1836), est un administrateur de la marine français. 

## Biographie
Cousin de Pierre Roch Jurien de La Gravière, il devient commis de la marine à Lorient en janvier 1782 puis passe au ministère de la Marine à Versailles en août 1783. 
Membre de la garde nationale de Paris, il combat pour le roi le 10 août 1792. En mars 1793, il est chargé des transports militaires à l'armée du Nord puis réintègre l'administration maritime en août 1795 qu'il quitte de nouveau en février suivant mais dont il est rappelé en mars 1797.
Sous-chef de bureau, chef de bureau puis chef de division au ministère (1802), il est missionné pour la flottille à Boulogne en 1804 puis pour les Pays-Bas en 1810. 
Membre du Conseil de marine (1810), conseiller d’État (juillet 1814), il se fait oublier pendant les Cent-Jours et est nommé directeur des ports et arsenaux en juillet 1815. Il s'engage alors dans des travaux de modernisation des constructions navales et de rattrapage des retards techniques accumulés depuis 1789. Il participe au démarrage des réformes de Portal et est l'organisateur des voyages autour du monde de Freycinet sur l' Uranie et de Duperrey sur la Coquille. 
Il entre en avril 1817 au Comité de la marine du Conseil d’État et abandonne la direction des ports en 1823. Commissaire du roi chargé du rapport sur le budget de la marine à la Chambre des députés, Membre du Conseil d'Amirauté (août 1824), de la Commission pour la répression de la traite des Noirs, de la Commission supérieure des invalides de la marine, il prend sa retraite en 1830.

## Récompenses et distinctions
- Officier (28 juillet 1810) puis Commandeur de la Légion d'honneur (28 avril 1821).